# Sauvigny-le-Beuréal
Sauvigny-le-Beuréal – miejscowość i gmina we Francji, w regionie Burgundia-Franche-Comté, w departamencie Yonne.
Według danych na rok 1990 gminę zamieszkiwało 79 osób, a gęstość zaludnienia wynosiła 16 osób/km² (wśród 2044 gmin Burgundii Sauvigny-le-Beuréal plasuje się na 831. miejscu pod względem liczby ludności, natomiast pod względem powierzchni na miejscu 1239.).